# 杉森考起
杉森 考起（すぎもり こうき、1997年4月5日 - ）は、愛知県春日井市出身のプロサッカー選手。Jリーグ・愛媛FC所属。ポジションは、フォワード、ミッドフィルダー。

## 来歴

### プロ入り前
兄の影響で4歳からサッカーを始め、小学校3年の時に名古屋グランパスの下部組織へ入団。小学校6年時の全日本少年サッカー大会では9試合で17得点を挙げ、日本一の原動力となった。

### 名古屋グランパス
2014年、クラブ史上最年少でプロ契約を締結し、トップチームへ昇格。前年の春にフランス・リーグ・アンのモンペリエHSCから練習参加のオファーが届いたことで、海外からの青田買いを事前に阻止するというクラブ側の意図もあった。3月19日、ナビスコカップのヴァンフォーレ甲府戦でプロデビューを果たし、同月28日にはJリーグ・アンダー22選抜に選手登録された。2016年7月14日、1stステージ第7節のアビスパ福岡戦でプロA契約に達したことを発表した。2017年6月10日、第18節の東京ヴェルディ戦でリーグ戦初得点を決めた。
2018年よりFC町田ゼルビアに期限付き移籍。4月22日、第10節のレノファ山口FC戦で移籍後初得点を決めた。
2019年は名古屋に復帰してプレー。

### 徳島ヴォルティス
2020年1月7日、徳島ヴォルティスに期限付き移籍することが発表された。
2021年1月7日、期限付き移籍から徳島ヴォルティスへの完全移籍に切り替わることが発表された。

### 愛媛FC
2025年7月26日、愛媛FCに完全移籍することが発表された。

### 日本代表
2012年、中学3年生でU-16日本代表に飛び級で選出され、AFC U-16選手権2012に出場。準々決勝のシリア戦では、交代で投入された直後のファーストタッチで、先制点を挙げる活躍を見せた。2013年、2013 FIFA U-17ワールドカップのU-17日本代表のメンバーに選出。3試合に先発出場したが、成長痛で膝を痛めていた影響でコンディションは本調子でなく、チームもベスト16で敗退した。2014年5月、2014 FIFAワールドカップ日本代表のトレーニングパートナーに坂井大将と共に選出され、大会直前合宿から本大会までチームに帯同した。

## 所属クラブ
- アクア春日井JFC
- 名古屋グランパスU12
- 名古屋グランパスU15（春日井市立鷹来中学校[14]）
- 名古屋グランパスU18（中京大学附属中京高等学校）
- 2014年 - 2020年  名古屋グランパス
  - 2014年 - 2015年  Jリーグ・アンダー22選抜
  - 2018年  FC町田ゼルビア（期限付き移籍）
  - 2020年  徳島ヴォルティス（期限付き移籍）
  - 2021年 - 2025年7月  徳島ヴォルティス
- 2025年7月 -  愛媛FC

## 個人成績
| 国内大会個人成績 | 国内大会個人成績 | 国内大会個人成績 | 国内大会個人成績 | 国内大会個人成績 | 国内大会個人成績 | 国内大会個人成績 | 国内大会個人成績 | 国内大会個人成績 | 国内大会個人成績 | 国内大会個人成績 | 国内大会個人成績 |
| 年度             | クラブ           | 背番号           | リーグ           | リーグ戦         | リーグ戦         | リーグ杯         | リーグ杯         | オープン杯       | オープン杯       | 期間通算         | 期間通算         |
| 年度             | クラブ           | 背番号           | リーグ           | 出場             | 得点             | 出場             | 得点             | 出場             | 得点             | 出場             | 得点             |
| 日本             | 日本             | 日本             | 日本             | リーグ戦         | リーグ戦         | リーグ杯         | リーグ杯         | 天皇杯           | 天皇杯           | 期間通算         | 期間通算         |
| ---------------- | ---------------- | ---------------- | ---------------- | ---------------- | ---------------- | ---------------- | ---------------- | ---------------- | ---------------- | ---------------- | ---------------- |
| 2014             | 名古屋           | 27               | J1               | 0                | 0                | 1                | 0                | 1                | 0                | 2                | 0                |
| 2015             | 名古屋           | 27               | J1               | 4                | 0                | 2                | 0                | 1                | 0                | 7                | 0                |
| 2016             | 名古屋           | 27               | J1               | 1                | 0                | 3                | 0                | 0                | 0                | 4                | 0                |
| 2017             | 名古屋           | 27               | J2               | 26               | 2                | -                | -                | 2                | 1                | 28               | 3                |
| 2018             | 町田             | 7                | J2               | 29               | 3                | -                | -                | 2                | 0                | 31               | 3                |
| 2019             | 名古屋           | 26               | J1               | 3                | 0                | 7                | 0                | 1                | 0                | 11               | 0                |
| 2020             | 徳島             | 45               | J2               | 34               | 3                | -                | -                | 0                | 0                | 34               | 3                |
| 2021             | 徳島             | 45               | J1               | 24               | 0                | 4                | 0                | 1                | 0                | 29               | 0                |
| 2022             | 徳島             | 11               | J2               | 35               | 5                | 4                | 2                | 0                | 0                | 39               | 7                |
| 2023             | 徳島             | 11               | J2               | 14               | 0                | -                | -                | 0                | 0                | 14               | 0                |
| 2024             | 徳島             | 11               | J2               | 19               | 0                | 0                | 0                | 2                | 0                | 21               | 0                |
| 2025             | 徳島             | 11               | J2               | 16               | 0                | 1                | 0                | 1                | 0                | 18               | 0                |
| 2025             | 愛媛             | 40               | J2               |                  |                  | -                | -                | -                | -                |                  |                  |
| 通算             | 日本             | 日本             | J1               | 32               | 0                | 17               | 0                | 4                | 0                | 53               | 0                |
| 通算             | 日本             | 日本             | J2               | 173              | 13               | 5                | 2                | 7                | 1                | 185              | 16               |
| 総通算           | 総通算           | 総通算           | 総通算           | 205              | 13               | 22               | 2                | 11               | 1                | 238              | 16               |

その他の公式戦
| 2014   | J-22   | -      | J3     | 3  | 0 | 3  | 0 |
| 2015   | J-22   | -      | J3     | 11 | 5 | 11 | 5 |
| 通算   | 日本   | 日本   | J3     | 14 | 5 | 14 | 5 |
| 総通算 | 総通算 | 総通算 | 総通算 | 14 | 5 | 14 | 5 |

- 公式戦初出場 - 2014年3月19日 ナビスコ杯予選リーグ第1節 対ヴァンフォーレ甲府（名古屋市瑞穂陸上競技場）
- Jリーグ初出場 - 2014年8月31日 J3第23節 対藤枝MYFC（藤枝総合運動公園サッカー場）

## タイトル

### クラブ
名古屋グランパスU12
- 全日本少年サッカー大会 (2009年)

名古屋グランパスU15
- 高円宮杯全日本ユース(U-15)サッカー選手権大会 (2010年)

徳島ヴォルティス
- J2リーグ：1回（2020年）

### 代表
U-16日本代表
- AFF U-16ユース選手権 (2012年)

### 個人
- 全日本少年サッカー大会 得点王 (2009年)

## 代表歴
- U-16日本代表
  - モンテギューカップ（2012年）
  - チッタディグラディスカ国際大会（2012年）
  - 2012 AFF U-16ユース選手権（2012年）
  - AFC U-16選手権2012（2012年）
  - 第14回豊田国際ユースサッカー大会（2012年）
- U-17日本代表
  - 2013 FIFA U-17ワールドカップ（2013年）
  - サニックス杯国際ユースサッカー大会（2014年）
  - 第21回バツラフ・イェジェク国際ユーストーナメント（2014年）
- U-18日本代表
  - Panda Cup（2015年）
  - 第27回国際ユースフットボールトーナメント（2015年）
- U-19日本代表
  - Panda Cup（2016年）